# Культурная столица финно-угорского мира

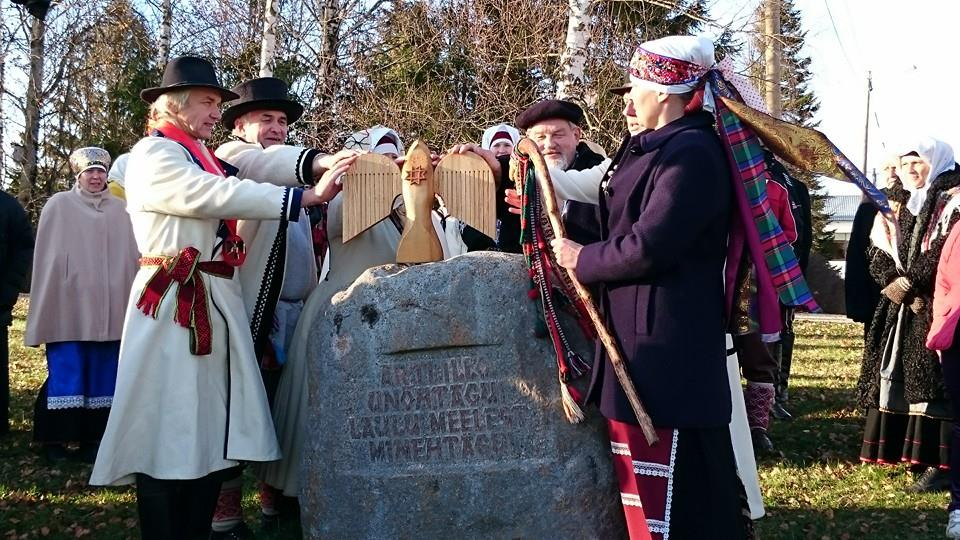
Участники фестиваля у символа культурной столицы финно-угров. Обиница, 2014 год

Культурная столица финно-угорского мира — главная инициатива Молодёжной ассоциации финно-угорских народов (МАФУН) и некоммерческого объединения «Центр URALIC».
Программа, основанная в 2013 году, до сих пор является значимым информационным поводом в СМИ Венгрии, Финляндии, Эстонии и финно-угорских регионов России. Она призвана повысить осведомлённость о финно-угорских и самодийских народах, а также об уральских языках, и усилить коллективную финно-угорскую идентичность. Инициатива направлена также на то, чтобы стимулировать устойчивое развитие регионов во всех уголках финно-угорского мира.
Почётное звание населённому пункту (городу, селу, деревне) присваивается сроком на один год на основе конкурса. Инициативная группа по выдвижению кандидатуры должна составить комплексную заявку и культурную программу, представляющую финно-угорское культурное наследие. Присвоение звания культурной столицы способствует развитию соответствующего национального региона. Заявки не могут подавать столицы государств и административные центры регионов России.
Автором идеи выбора финно-угорской культурной столицы является Оливер Лооде.
Символ финно-угорской культурной столицы – Tsirk.

## Культурные столицы финно-угорского мира
- 2014 — Старые Быги (Быгы),  Удмуртия, Россия.
- 2015 — Обиница, Сетумаа,  Эстония.
- 2016 — Искасентдьёрдь и Веспрем,  Венгрия.
- 2017 — Вокнаволок (Вуоккиниеми),  Карелия, Россия.
- 2019 — Шоруньжа (Унчо),  Марий Эл, Россия.
- 2020 — Мишкино (Мишкан), Башкортостан, Россия.
- 2021 — Абья-Палуоя,  Эстония.
- 2022 — Байтеряково (Байтэрек),  Удмуртия, Россия.
- 2023 — Кухмо,  Финляндия.